# 최고은 (영화 감독)
최고은(1979년 ~ 2011년 1월 29일)은 대한민국의 시나리오 작가이자 영화 감독이다. 2002년에 개봉된 단편 영화 《연애의 기초》로 데뷔했다. 빈곤 속에서 갑상선 항진증과 췌장염을 앓다가 2011년 1월에 사망했다 향년 33세.

## 학력
- 한국예술종합학교 영화과 졸업(시나리오 전공)

## 작품
- 《에미 속 타는 줄도 모르고》 : 조감독(2002년)
- 《격정 소나타》 : 각본, 감독(2006년)

## 수상 목록
- 2006년 제4회 아시아나국제단편영화제 단편의 얼굴상